# Oviedo Club Baloncesto
O Oviedo Club Baloncesto também conhecido por Liberbank Oviedo Baloncesto por motivos de patrocinadores é um clube profissional de basquetebol situado na cidade de Oviedo, Astúrias, Espanha que atualmente disputa a Liga Adecco Ouro.

## Uniforme
| Casa | Visitante |

## Temporada por Temporada
| Temporada | Nível | Divisão     | Pos. | Pós Temporada      | TR    | PL  | Copas          | Copas |
| --------- | ----- | ----------- | ---- | ------------------ | ----- | --- | -------------- | ----- |
| 2004–05   | 4     | Liga EBA    | 15   | Rebaixado          | 3–27  | –   | –              | –     |
| 2005–06   | 5     | 1ª División | 1    | Promovido          | 16–0  | 9–0 | –              | –     |
| 2006–07   | 4     | Liga EBA    | 1    | Oitavas de Finais  | 20–6  | 1–1 | –              | –     |
| 2007–08   | 5     | Liga EBA    | 1    | PromovidoFinalista | 25–5  | 2–1 | –              | –     |
| 2008–09   | 4     | LEB Bronce  | 14   | –                  | 12–18 | –   | –              | –     |
| 2009–10   | 4     | Liga EBA    | 1    | PromovidoCampeão   | 26–2  | 3–3 | –              | –     |
| 2010–11   | 3     | LEB Prata   | 8    | Quartas de Finais  | 13–15 | 1–3 | –              | –     |
| 2011–12   | 3     | LEB Prata   | 10   | –                  | 8–16  | –   | –              | –     |
| 2012–13   | 3     | LEB Prata   | 1    | Promovido          | 15–5  | –   | Copa LEB Plata | RU    |
| 2013–14   | 2     | LEB Ouro    | 5    | Semifinalista      | 14–12 | 3–3 | –              | –     |
| 2014–15   | 2     | LEB Ouro    | 11   | -                  | 11-17 | -   | –              | –     |